# Huitième circonscription du Nord de 1863 à 1870
La huitième circonscription du Nord était l'une des neuf circonscriptions législatives françaises que comptait le département du Nord pendant les sept dernières années du Second Empire.

## Description géographique et démographique
La huitième circonscription du Nord  était située à la périphérie de l'agglomération Catésienne. Ceinturé entre le Pas-de-Calais, les   arrondissements de Valenciennes, Cambrai et d' Avesnes-sur-Helpe, la circonscription est centrée autour de la ville du Cateau.
Elle regroupait les divisions administratives suivantes : Canton du Cateau ; Canton de Clary ; Canton du Quesnoy-Est ; Canton du Quesnoy-Ouest  et le Canton de Solesmes.
Lors du recensement général de la population en 1864 à la suite du décret du 1er février de cette année, la population totale de cette circonscription est estimée à 120 600 habitants.

## Historique des députations
| Législature    | Début de mandat | Fin de mandat    | Député élu      | Parti politique     | Observations         |
| -------------- | --------------- | ---------------- | --------------- | ------------------- | -------------------- |
| 3e législature | 31 mai 1863     | 27 avril 1869    | Charles Seydoux | Majorité dynastique |                      |
| 4e législature | 23 mai 1869     | 4 septembre 1870 | Charles Seydoux | Centre droit        | Fin du Second Empire |